# قسم نارستان الريفي (مقاطعة أردكان)
قسم نارستان الريفي (بالفارسية: دهستان نارستان) هي قسم تقع في إيران في Aqda District. يقدر عدد سكانها بـ 1,526 نسمة .